# José Rafael Vargas
José Rafael Vargas Pantaleón (Moca, Espaillat, 24 de septiembre de 1956) es un doctor en derecho, periodista, licenciado en filosofía y letras, escritor y político dominicano. Fue miembro del comité central del Partido de la Liberación Dominicana hasta su renuncia en 2020. También fue senador por la provincia Espaillat para el período 2010-2016 y 2016-2020.
En el segundo mandato presidencial de Leonel Fernández, Vargas ocupó el cargo de secretario de estado, así como la presidencia del consejo ejecutivo del Instituto Dominicano de las Telecomunicaciones (Indotel), desde el 2004 hasta el 2010. Vargas es uno de los senadores de mayor popularidad en el país y el principal líder de la Provincia Espaillat.

## Biografía

### Primeros años
Nació el 24 de septiembre de 1956 en el municipio de Moca, provincia de Espaillat. Es hijo de Eladio Vargas (fenecido, noviembre de 1995), un reconocido comerciante de Moca, y de la señora Jenoveva Pantaleón. Realizó sus estudios primarios en la escuela Andrés Bello. En 1972 inició los estudios secundarios en el Liceo Domingo Faustino Sarmiento, graduándose de bachiller en 1974, hecho que lo define como uno de los estudiantes más sobresalientes, tras haberse graduado en tan sólo dos años de estudio. Realizó sus estudios universitarios en la Universidad Autónoma de Santo Domingo (UASD), graduándose de licenciado en filosofía y letras.

## Obras notables
- ¿Valió la Pena el Golpe de Estado Contra Bosch?[9]

- Trujillo: El Final de una Tiranía.[10]

- El Nacionalismo de Pedro Henríquez Ureña.[11]

- La Integridad Humanística de Pedro Henríquez Ureña.[12]